# Bubba Sparxxx

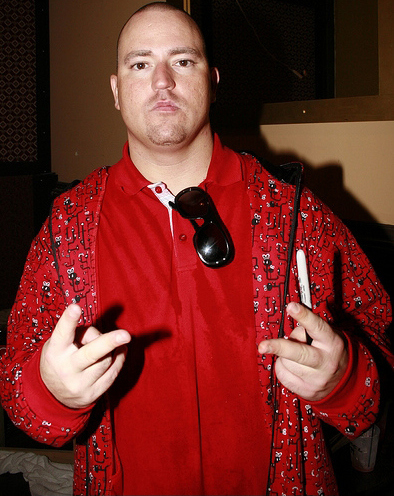
Bubba Sparxxx

Bubba Sparxxx, artistnamn för Warren Anderson Mathis, född 6 mars 1977 i LaGrange, Georgia, är en amerikansk rappare. Han är en av de mest framgångsrika vita amerikanska rapparna och frontfigur för countryrapgenren.

## Diskografi

### Album
- Dark Days, Bright Nights (2001)
- Deliverance (2003)
- The Charm (2006)

### Singlar
- Ugly (2001)
- Lovely (2002)
- Deliverance (2003)
- Back in the Mud (2003)
- Ms. New Booty (med Ying Yang Twins) (2006)
- Heat It Up (2006)
- I Like It A Lot (2008)